# Kurt Angle
Kurt Angle (ur. 9 grudnia 1968 w Mount Lebanon) – amerykański wrestler i zapaśnik, wielokrotny mistrz w obu dziedzinach.
Zaczął trenować zapasy w liceum. Zdobył wiele mistrzostw amerykańskich i światowych. Zwieńczeniem jego kariery zapaśniczej było zdobycie złotego medalu olimpijskiego w 1996 na letnich igrzyskach olimpijskich w Atlancie. Następnie został dziennikarzem sportowym w lokalnej telewizji w Pittsburgh.
W 1999 po zakończeniu kariery zapaśniczej rozpoczął karierę wrestlera w WWF. Występował w trykocie zapaśniczym i często pokazywał się ze złotym medalem olimpijskim. Od samego początku był kreowany na jednego z najlepszych zawodników. Od 2000 do 2003 czterokrotnie zdobył główne mistrzostwo organizacji. Od 2006 do 2016 walczył w TNA i sześciokrotnie zdobył mistrzostwo TNA World Heavyweight Championship. W 2016 powrócił do WWE (dawne WWF) aby rozpocząć odgrywanie postaci managera generalnego.

## Wczesne życie
Urodził się 9 grudnia 1968 w Mount Lebanon w stanie Pensylwania. Był najmłodszy z całego swojego rodzeństwa - miał siostrę i czterech braci trenujących różne dyscypliny sportowe. Kurt Angle zaczął trenować zapasy w wieku sześciu lat. Nauczył się podstaw tej dyscypliny w domu razem braćmi. Gdy Kurt Angle miał 16 lat jego ojciec zginął w katastrofie budowlanej.
W liceum oprócz zapasów trenował baseball, futbol amerykański i koszykówkę.

## Kariera zapaśnicza
Rozpoczynając naukę w liceum Kurt Angle już miał reputację uzdolnionego zapaśnika. Na pierwszym roku był niepokonany. Zakwalifikował się do stanowego turnieju na drugim roku i zdobył trzecie miejsce jako junior. W 1987 wygrał mistrzostwa stanowe w Pensylwanii jako senior. Dzięki swoim umiejętnościom otrzymał stypendium sportowe i został przyjęty na uniwersytet Clarion University of Pennsylvania. Na studiach trenował zapasy w kategorii wagi ciężkiej (od 208 funtów lub 94 kilogramów). Dwukrotnie zdobył mistrzostwo NCAA Division I, w 1990 i  1992; zajął drugie miejsce w 1991, czyli trzykrotnie zdobył tytuł All-American. Następnie został mistrzem świata w zapasach w 1995.
Latem 1995 bez powodzenia ubiegał się o członkostwo w drużynie futbolu amerykańskiego Pittsburgh Steelers, grającej w National Football League.
W 1996 wziął udział w letnich igrzyskach olimpijskich w Atlancie w stanie Georgia, mimo bolesnej kontuzji szyi, której doznał na zawodach kwalifikacyjnych. W walce o złoty medal zmierzył się z irańskim zapaśnikiem Abbasem Dżadidim, uważanym za faworyta. Ich starcie trwało osiem minut i zakończyło się wynikiem 1 do 1. Kurt Angle wygrał decyzją sędziów. Złoty medal olimpijski był zwieńczeniem jego kariery zapaśniczej. Następnie został dziennikarzem sportowym w lokalnej telewizji w Pittsburgh.

## Kariera wrestlerska

### Trening
Jego trenerami byli Steve Bradley, Dory Funk Jr. i Tom Prichard. On sam trenował swojego starszego brata, Erica Angle.
26 października 1996 debiutował w Extreme Championship Wrestling (ECW) jako komentator. W październiku 1998 rozpoczął trening wrestlerski w organizacji World Wrestling Federation (WWF) w ośrodku szkoleniowym Funkin Conservatory, między innymi razem ze Steve’em Corino, Chrisem Danielsem, Devonem Stormem i Testem. Trzy dni później Kurt Angle wziął udział w swojej pierwszej walce, nieemitowanej w telewizji, przeciwko Christianowi Cage'owi. On i Steve Bradley zostali przydzieleni do organizacji Power Pro Wrestling w Memphis w stanie Tennessee. Wkrótce rozpoczęli ze sobą rywalizację, która została ogłoszona najbardziej niedocenianym feudem roku przez magazyn Pro Wrestling Illustrated. Angle był też posiadaczem pasa PPW Heavyweight Championship od 24 lipca do 7 sierpnia 1999 - zdobył go pokonując J.R. Smootha i przegrał go w walce przeciwko Steve'owi Bradleyowi.

### World Wrestling Federation (1999 – 2006)

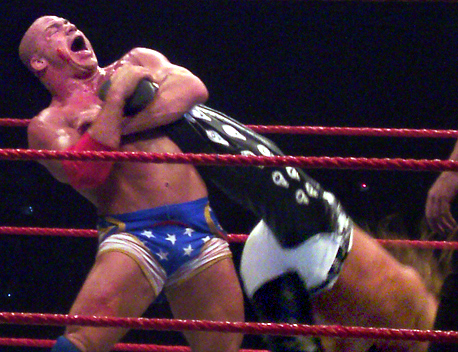
Kurt Angle wykonujący swój finisher Angle lock

#### Passa zwycięstw (1999 – 2000)
Od kwietnia 1999 występował w organizacji World Wrestling Federation (WWF). Na początku brał udział w walkach nieemitowanych w telewizji podczas dużych gal, a głównie w ramach programów HEAT i Shotgun Saturday Night. Wygrywał większość pojedynków. Na początku był face’em. Charakterystyczne było dla niego noszenie czerwono-biało-niebieskiego trykotu zapaśniczego (barwy flagi Stanów Zjednoczonych) i repliki swojego złotego medalu olimpijskiego. Debiutował w telewizji 14 listopada 1999 na gali Surivor Series, w walce, w której pokonał Shawna Stasiaka. Od tego czasu był niepokonany w walkach 1 na 1. Pokonał kolejno: The Godfathera, Gangrela, Marka Henry, Dlo Browna, Vala Venisa, Steve’a Blackmana, Testa, Mideona, Viscerę, Edge’a, Rikishiego, Kane’a, The Rocka, Christiana i ponownie Steve’a Blackmana. 23 stycznia 2000 na gali Royal Rumble Tazz pokonał Kurta Angle i tym samym zakończył jego passę zwycięstw.

#### Pierwsze tytuły mistrzowskie (2000 – 2001)
8 lutego 2000 Kurt Angle pokonał Vala Venisa w walce o WWF European Championship, a 27 lutego na gali No Way Out pokonał Chrisa Jericho w walce o WWF Intercontinental Championship. W ten sposób stał się pierwszym wrestlerem w historii, który posiadał jednocześnie tytuły Intercontinental i European. Oba stracił 2 kwietnia 2000 na gali WrestleMania, przegrywając walkę typu Triple Threat przeciwko Chrisowi Jericho, który przejął mistrzostwo European, i Chrisowi Benoit, który przejął mistrzostwo Intercontinental. Po utracie tytułów Kurt Angle stał się heelem.
30 maja 2000 pokonał Bradshawa w walce kwalifikacyjnej do turnieju King of the Ring. Następnie 19 czerwca 2000 pokonał Buh Buh Ray Dudleya w pierwszej rundzie, a 25 czerwca na gali King of the Ring Chrisa Jericho w ćwierćfinale, Crasha Holly w półfinale i Rikishiego w finale. 22 października na gali No Mercy pokonał ulubionego przez fanów The Rocka w walce o WWF Championship. Broniąc pasa pokonał The Undertakera na gali Survivor Series z 19 listopada (z pomocą swojego brata Erica Angle), 2 grudnia na Rebellion wygrał walkę Fatal 4-way przeciwko Rikishiemu, Steve'owi Austinowi i The Rockowi, 10 grudnia na gali Armageddon wygrał walkę typu Hell in a Cell przeciwko The Rockowi, Steve'owi Austinowi, The Undertakerowi, Triple H-owi i Rikishiemu, a 21 stycznia 2001 na gali Royal Rumble pokonał Triple H-a. 25 lutego 2001 na gali No Way Out The Rock pokonał Kurta Angle i odzyskał mistrzostwo.

#### Inwazja (2001)

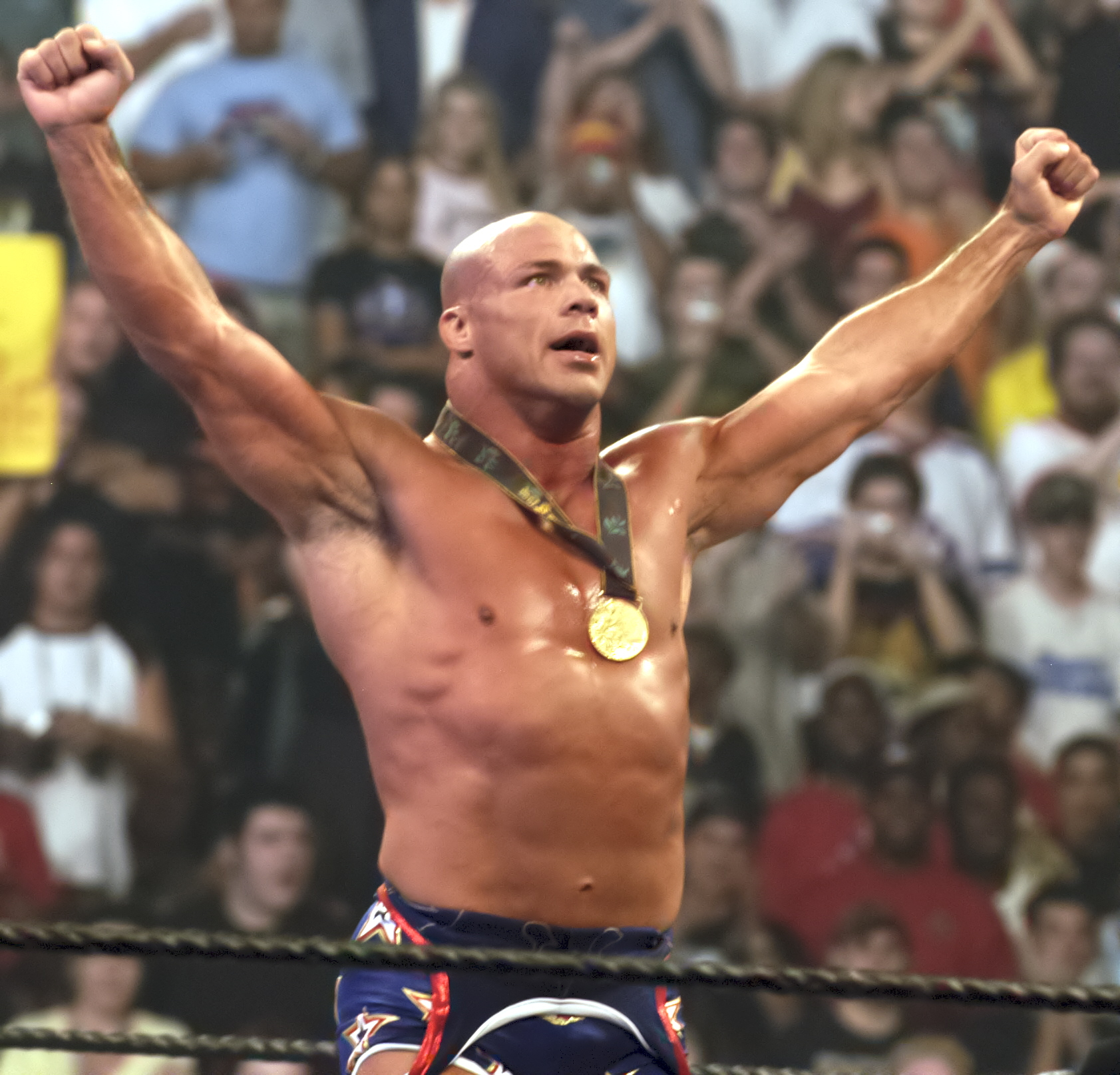
Kurt Angle z repliką swojego medalu olimpijskiego

23 marca 2001 WWF wykupiło World Championship Wrestling (WCW), swoją główną konkurencję, za 4,2 miliony dolarów. Kurt Angle wyzwał Bookera T na pojedynek o mistrzostwo WCW World Heavyweight Championship. 9 lipca Booker T pokonał pretendenta do tytułu. Wkrótce w organizacji rozpoczął się wątek inwazji, zgodnie z którym to Shane McMahon wykupił WCW i z pomocą dawnych zawodników WCW i Extreme Championship Wrestling (ECW) rywalizował ze swoim ojcem, Vince’em McMahonem, o wpływy w WWF. Kurt Angle należał do drużyny Team WWF i wkrótce stał się jej liderem. 22 lipca na gali WWF Invasion razem ze Steve’em Austinem, The Undertakerem, Kane’em i Chrisem Jericho stoczył pojedynek drużynowy przeciwko Bookerowi T, Diamond Dallas Page'owi, Rhyno, Bubba Ray Dudleyowi i D-Von Dudley. Team WWF przegrali z powodu zdrady Austina, który dołączył do złożonej z „najeźdźców” drużyny The Alliance i wkrótce stał się ich liderem. 26 lipca 2001 Kurt Angle pokonał Bookera T w walce o WCW World Heavyweight Championship. Booker T odzyskał swój pas cztery dni później w walce rewanżowej.
Wkrótce Angle zaczął rywalizować z Steve’em Austinem i wyzwał go do walki o posiadane przez niego mistrzostwo WWF Championship. Pojedynek miał miejsce 19 sierpnia 2001 na gali Summerslam. Austin doprowadził do umyślnej dyskwalifikacji aby zapewnić sobie zachowanie pasa. Następnego dnia w Raw Angle odegrał się - podjechał pod ring ciężarówką z mlekiem i oblał jej zawartością The Alliance w czasie ich segmentu promocyjnego. We wrześniu Austin ukradł złote medale Austina i wyrzucił je do rzeki Detroit. W odpowiedzi Angle porwał Austina i groził mu wyrzuceniem do tej samej rzeki tak długo, aż mistrz zgodził się na jeszcze jedną walkę o mistrzostwo. 10 września Kurt Angle pokonał Roba Van Dama z drużyny The Alliance w walce o WWF Hardcore Championship, ale jeszcze tego samego dnia Van Dam odzyskał mistrzostwo. 23 września na gali WWF Unforgiven Angle wreszcie pokonał Austina w walce o pas WWF Championship i obronił go pokonując  Bookera T dnia 24 września i Shane’a McMahona dnia 1 października. 8 października dzięki nieoczekiwanej zdradzie i interwencji komisarza brandu RAW, Williama Regala, Stone Cold Steve Austin pokonał Kurta Angle i odzyskał mistrzostwo.
22 października 2001 Kurt Angle pokonał Rhyno i przejął mistrzostwo WCW United States Championship. 29 października zaskoczył widownię dołączając do The Alliance. 12 listopada w odcinku Raw stracił swój pas przegrywając pojedynek przeciwko Edge'owi. Finał wątku inwazji miał miejsce 18 listopada 2001 na gali Survivor Series. W walce 5 na 5 drużyna Team WWF (Chris Jericho, Big Show, Kane, The Rock i The Undertaker) zmierzyła się z drużyną The Alliance (Booker T, Kurt Angle, Rob Van Dam, Shane McMahon i Stone Cold Steve Austin). Okazało się, że Angle od początku planował zdradzić swoją drużynę i zniszczyć ją od środka. W trakcie pojedynku uderzył Steve’a Austina i pomógł wygrać drużynie WWF Team. Tak zakończyła się inwazja. Następnego w odcinku Raw Kurt Angle domagał się od firmy i od widzów wdzięczności za uratowanie WWF. Jednak jedyną wdzięczną osobą był zarządca organizacji, Vince McMahon. Obaj stali się heelemi.

#### Panowania mistrzowskie od 2002 do 2006

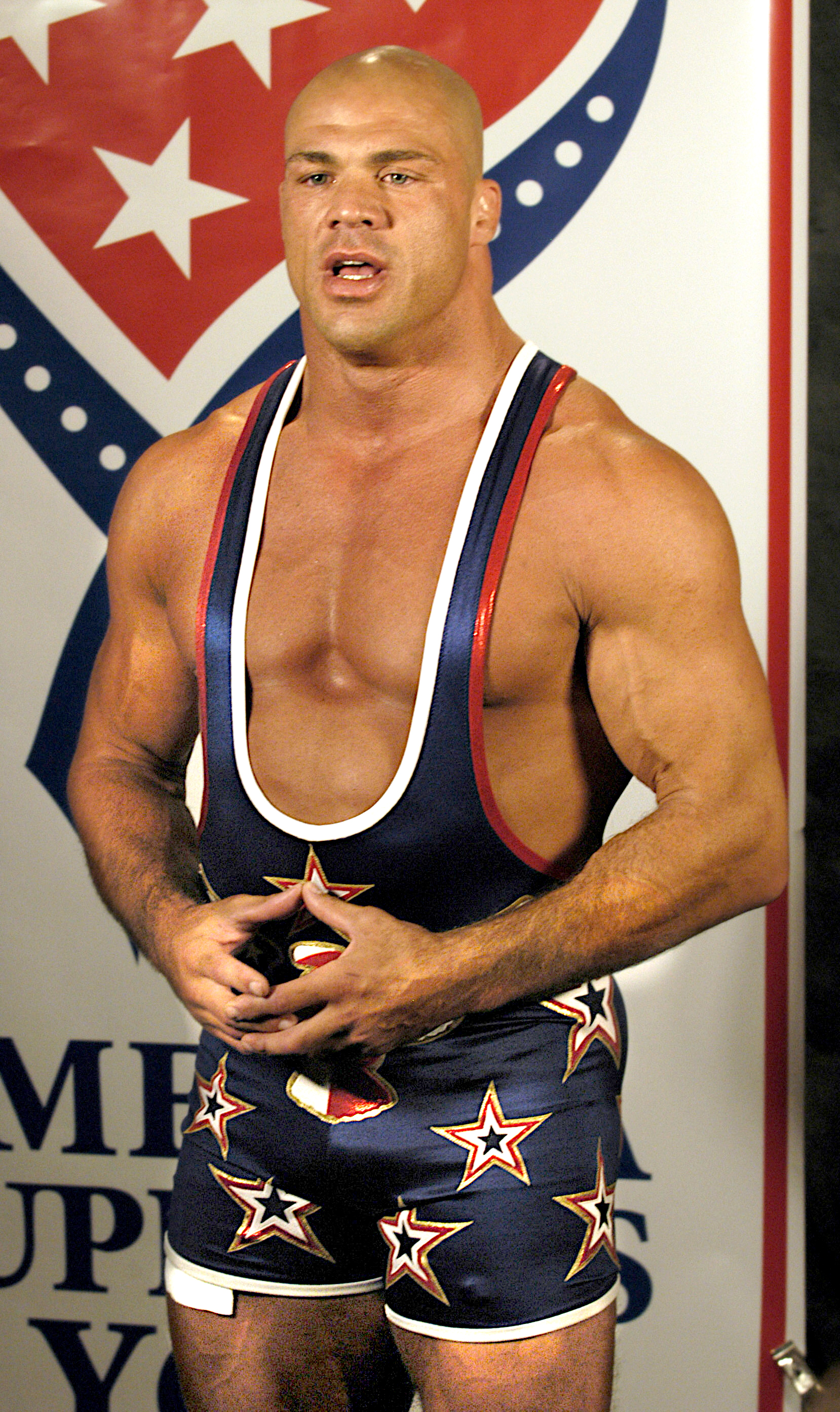
Kurt Angle w swoim charakterystycznym trykocie zapaśniczym

W 2002 rywalizował z Triple H-em o pierwszeństwo do walki o mistrzostwo WWF Championship, jednak bezskutecznie. Następnie 25 marca w czasie pierwszego WWF Draftu został przydzielony do brandu SmackDown i rozpoczął rywalizację przeciwko Edge'owi. 19 maja na gali Judgment Day rywale zmierzyli się w starciu, po którym przegrany miał zostać ostrzyżony na łyso. Zwyciężył Edge, w związku z czym Angle został ostrzyżony i już nigdy więcej nie zapuścił włosów. Początkowo ukrywał swoją łysinę peruką i zapaśniczym ochraniaczem na uszy, ale 27 czerwca zrezygnował z tego, przestał się wstydzić braku włosów i ogłosił otwarte wyzwanie. Był gotów zmierzyć się z każdym wrestlerem, z którym jeszcze nigdy nie walczył. Zawodnikiem, który przyjął wyzwanie, był debiutujący w telewizji John Cena. Walka była wyrównana, jednak Angle w końcu zdołał pokonać przeciwnika. Cena chciał podać zwycięzcy dłoń, jednak został zlekceważony, a następnie Angle rzucił wyzwanie The Undertakerowi w kolejnym tygodniu. Ich walka zakończyła się remisem. 21 lipca na gali Vengeance The Rock pokonał ich obu w walce typu Triple Threat o pas Undisputed WWF Championship. Później tego roku utworzył tag team z Chrisem Benoit, choć jednocześnie rywalizowali ze sobą. Razem 20 października na gali No Mercy pokonali Edge’a i Reya Mysterio w walce o pasy WWE Tag Team Championship. Stracili je 5 listopada kiedy przegrali walkę przeciwko Edge'owi i Reyowi Mysterio. 15 grudnia dzięki interwencji Brocka Lesnara Angle pokonał Big Showa w walce o pas WWE Championship.
W czasie swojego panowania jako główny mistrz WWE od 2002 do 2003 rywalizował z Brockiem Lesnarem i Chrisem Benoit, a jego nowym managerem został Paul Heyman. Był też wspierany przez tag team Team Angle (Charlie Haas i Shelton Benjamin). 30 marca 2003 na gali WrestleMania 19 Brock Lesnar pokonał go w walce o pas, jednak Angle odzyskał mistrzostwo 27 lipca na gali Vengeance, pokonując Lesnara i Big Showa w walce typu Triple Threat. 16 września Lesnar ponownie przejął mistrzostwo pokonując Angle w trwającym godzinę pojedynku typu Iron Man match.
Ostatni raz Kurt Angle zdobył mistrzostwo w WWE 10 stycznia 2006. Wygrał wtedy Battle Royal o World Heavyweight Championship. Stracił go 2 kwietnia na gali WrestleMania 22, kiedy to on i Randy Orton przegrali walkę typu Triple Threat przeciwko Reyowi Mysterio.

### Total Nonstop Action (2006 – 2016)
Od 2006 do 2016 pracował dla organizacji Total Nonstop Action (TNA). W tym czasie sześciokrotnie zdobył mistrzostwo TNA World Heavyweight Championship. Oprócz tego w różnych okresach czasowych pełnił w fabule stanowiska zarządcze. Swoją ostatnią walkę w TNA stoczył 8 marca 2016 - został wtedy pokonany przez Bobby’ego Lashleya.

### World Wrestling Entertainment (od 2016)
1 kwietnia 2017 został wprowadzony do WWE Hall of Fame. Wtedy też ogłoszono, że zostanie managerem generalnym brandu RAW. W 2017 ogłosił, że Jason Jordan jest jego rodzonym synem. 20 sierpnia 2018 został zwolniony przez szefową RAW Stephanie McMahon i zastąpiony Baronem Corbinem.

## Inne media

### Filmografia
| Rok             | Film                          | Rola                            | Dodatkowe informacje     |
| --------------- | ----------------------------- | ------------------------------- | ------------------------ |
| 2018            | The Epidemic                  | Generał wojskowy                |                          |
| 2015            | Łowca czarownic               | Ochroniarz                      |                          |
| 2014            | Rekinado 2: Drugie ugryzienie | Szef straży pożarnej            | film telewizyjny         |
| 2014            | Not Cool                      | Ochroniarz                      |                          |
| 2013            | Sztanga i cash                | Więzień                         | niewymieniony w czołówce |
| 2012            | Death from Above              | Thule                           |                          |
| 2011            | Wojownik                      | Koba                            |                          |
| 2011            | Waking Up                     | Crush Carlisle                  |                          |
| 2010            | Dylan Dog: Detektyw mroku     | Wolfgang                        |                          |
| 2010            | River of Darkness             | Szeryf Will Logan               |                          |
| 2009            | End Game                      | Brad Mayfield / detektyw Bishop |                          |
| Źródło: Filmweb |                               |                                 |                          |

### Gry komputerowe
Pojawił się w dwudziestu dwóch grach komputerowych o tematyce wrestlingu. Były to w kolejności chronologicznej: WWE Crush Hour (2003, GC, PS2), WWE Day Of Reckoning (2004, GC), WWE Day Of Reckoning 2 (2005, GC), WWE RAW (2002, Xbox, PC), WWE RAW 2 (2003, Xbox), WWE Road To WrestleMania X-8 (2002, GB, GBA), WWE SmackDown! Here Comes The Pain (2003, PS2), WWE SmackDown! Shut Your Mouth (2002, PS2), WWE SmackDown! vs. RAW (2004, PS2), WWE SmackDown! vs. RAW 2006 (2005, PS2, PSP), WWE SmackDown! vs. RAW 2007 (2006, Xbox, Xbox360, PS2, PSP), WWE Survivor Series (2004, GB, GBA), WWE Wrestlemania X-8 (2002, GC), WWE Wrestlemania XIX (2003, GC), WWE Wrestlemania 21 (2005, Xbox), WWF No Mercy (2000, N64), WWF Road To Wrestlemania (2001, GB, GBA), WWF Royal Rumble (2000, DC), WWF SmackDown! 2: Know Your Role (2000, PS), WWF SmackDown! Just Bring It (2001, PS2), TNA iMPACT! (2008, Wii, Xbox360, PS2, PS3), WWE 2K18 (2017, XboxOne, PS4, PC).
| Rok  | Gra                         | Rola   |
| ---- | --------------------------- | ------ |
| 2008 | TNA iMPACT!                 | On sam |
| 2006 | WWE SmackDown! vs. Raw 2007 | On sam |
| 2005 | WWE SmackDown! vs. Raw 2006 | On sam |
| 2005 | WWE WrestleMania 21         | On sam |
| 2004 | WWE SmackDown! vs. Raw      | On sam |

## Mistrzostwa i osiągnięcia

### Zapasy
- Letnie igrzyska olimpijskie
  - 1996 –  złoty medal w stylu wolnym (kat. –100 kg; styl wolny)[21]
- Międzynarodowa Federacja Zapaśnicza
  -  Mistrz Świata w Zapasach w 1995 (kat. –100 kg; styl wolny)
  - Puchar Świata w zapasach
    -  miejsce w 1992
    -  miejsce w 1995
- National Collegiate Athletic Association
  - NCAA Division I – All-American (1990–1992)
  - NCAA Division I – Mistrz (1990, 1992)
  - NCAA Division I – 2. miejsce (1991)
- USA Wrestling
  - Mistrz Krajowy w Zapasach w 1995 i 1996
  - Mistrz Espoir w Zapasach w 1988
  - Mistrz Juniorów w Zapasach w 1987
- Inne
  - Drugie miejsce w turnieju Yasar Dogu Tournament w 1989 w Turcji
  - Puchar Kanady w 1990
  - Zwycięzca turnieju Krasnoyarsk Tournament w 1993 we Rosji
  - Zwycięzca turnieju Henri Deglane Challenge w 1993 we Francji
  - Drugie miejsce w turnieju Dan Kolov Tournament  w 1994 w Bułgarii
  - Zwycięzca turnieju Grand Prix Slovakia w 1995 w Słowacji
  - Zwycięzca turnieju Roger Coulon Tournament champion w 1996 we Francji
- Galerie sławy
  - Southwestern Pennsylvania Hall of Fame
  - Pennsylvania Classic Hall of Fame[6]

### Wrestling
- Inoki Genome Federation

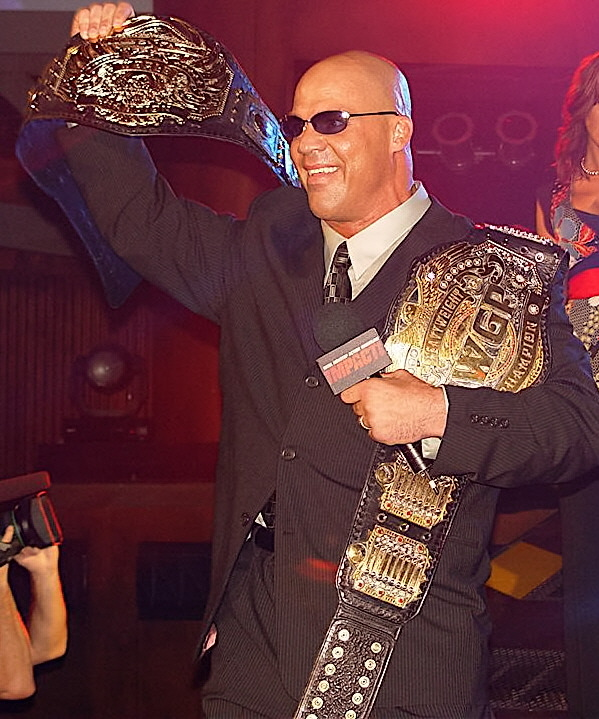
Kurt Angle trzymający pasy mistrzowskie TNA World Heavyweight Championship (z lewej) i IWGP Third Belt Championship (z prawej)

  - IWGP Third Belt Championship (1 raz)
- Power Pro Wrestling
  - PPW Heavyweight Championship (1 raz)
- Total Nonstop Action
  - TNA X Division Championship (1 raz)
  - TNA World Heavyweight Championship (6 razy)
  - TNA World Tag Team Championship (2razy) – z A.J. Stylesem (1 raz) i ze Stingiem (1 raz)
  - TNA Hall of Fame (2013)
- World Wrestling Entertainment
  - WCW United States Championship (1 raz)
  - WWF European Championship (1 raz)
  - WWF Hardcore Championship (1 raz)
  - WWF Intercontinental Championship (1 raz)
  - World Heavyweight Championship (1 raz)
  - WWE Tag Team Championship (1 raz) – z Chrisem Benoit
  - WWF / WWE World Heavyweight Championship (4 razy)
  - Zwycięzca King Of The Ring w 2000[1]
  - WWE Hall of Fame (2007)
- Pro Wrestling Illustrated
  - Debiutant roku (2000)
  - Feud roku – z Triple H-em (2000), z Brockiem Lesnarem (2003) i z Samoa Joe (2007)
  - Najbardziej inspirujący zawodnik roku (2001)
  - Najbardziej znienawidzony zawodnik roku, najlepszy heel (2000)
  - Najpopularniejszy zawodnik roku, najlepszy face (2003)
  - Powrót roku (2003)
  - Zawodnik roku (2003)
  - Pierwsze miejsce na liście PWI 500 (2001)
- Wrestling Observer Newsletter
  - Najlepsza walka we wrestlingu (2002 – Kurt Angle i Chris Benoit vs. Edge i Rey Mysterio)
  - Najlepszy feud (2003)
  - Najlepszy gimmick (2000)
  - Najlepszy podczas wywiadów (2002)
  - Najlepszy technicznie wrestler (2002)
  - Najlepszy wrestler (2000)
  - Największy progres (2000)
  - Najwybitniejszy wrestler (2001, 2002, 2003)
  - Wrestling Observer Newsletter Hall of Fame (2004)[1]